# Paramonhystera longicaudata
Paramonhystera longicaudata is een rondwormensoort uit de familie van de Xyalidae. De wetenschappelijke naam van de soort is voor het eerst geldig gepubliceerd in 1963 door Timm.